# Magyar tündérmitológia

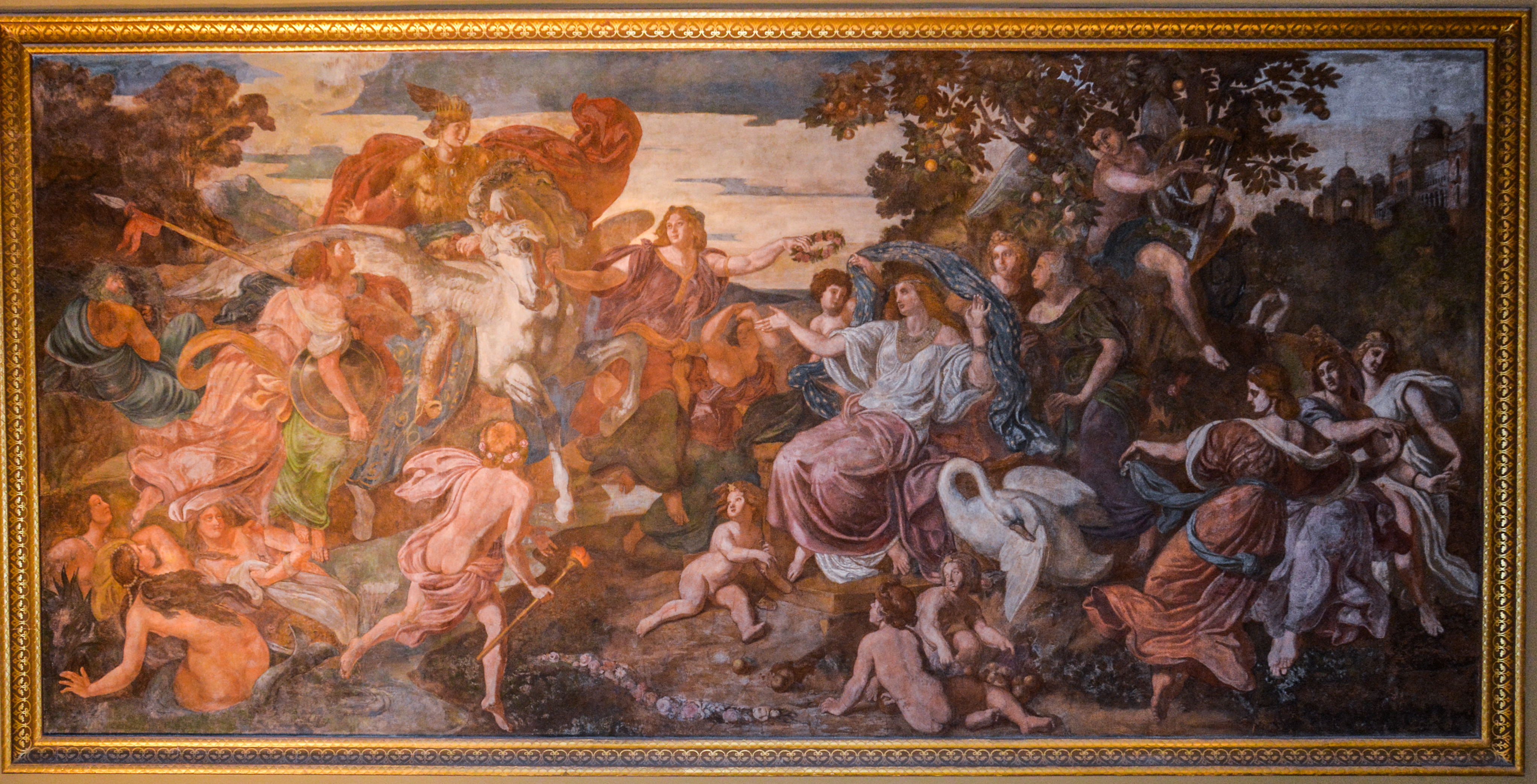
Tündér Ilona és Argylus királyfi találkozása; Lotz Károly freskója a Pesti Vigadóban (1865.)

A tündérmítoszok ősvallásunk részét képezik, melyek szerint a történelem előtti időkben tündérek érkeztek a Tejútról és az Esthajnalcsillagról hazánk földjére. Istennői, teremtőképességekkel rendelkeztek, és gyakran estek szerelembe földi emberekkel. E régi hiedelmek nyomai ma is fellelhetők Székelyföldön, Erdélyben, hiszen a tündérek várainak vélt romok ma is megtalálhatók, a helybéliek pedig híven őrzik tündér regéiket. Mátyás király óta Erdély területeit Tündérországnak is nevezik, mely Kolozsvártól Brassóig terjed. Ez esetben a Tündérország kifejezés nem képzeletbeli birodalomra utal, hanem arra, hogy Erdélyben egymást érik a tündérekről elnevezett hegycsúcsok, folyók, források, dombok, városok, várromok, mint például Székelydálya, Ramocsa-mező, Firtos hegye, Rapsóné vára. A tündérregék legismertebb átörökítője Benedek Elek, a legszebb és legátfogóbb leírásokat pedig Ipolyi Arnold ősvalláskutatónak köszönhetjük:
„Ez emlékek tanúsítják, hogy Erdély és hétvára, a héterdő, nem ok nélkül tartatott a tündérek regés honának, rá a tündérek honát jelölő hetes szám utalt már, vagy hogy e számok értelme ránézve ily mythosi alapból alkalmaztatott, mint a hol bizonyára az egész magyar földön legrégibb, és legeredetibb ősvallási pogány cultus létezett, ha felvesszük hogy az attilai székely maradékok által ez az újabb bejövetig élénken és szakadatlanul gyakoroltatott, mint pedig a Magyarországban megerősült kereszténység idejében, amannak Pogány váraiban még sokáig dívott a papi jósnői szertartások, és az őshit emléke sokáig fentartatá az általunk képviselt tündéri képzetek emlékét is, minélfogva természetes, hogy a tündér emlékek még élénkebben fenmaradtak e helyekhez tapadva, a minthogy már általában is a legbecsesebb néhány mythosi emlékünk.”
Szintén tündérregéink átörökítője Orbán Balázs és Kőváry László kutató, valamint Vörösmarty Mihály költőnk.

## Rapsóné, a tündérek királynéja
Rapsóné vagyis Rabsonné leánykori neve Estilla, Estillő volt, mely csillagszármazását mutatta, hiszen az Esthajnalcsillagról, az esti fénylő csillagról érkezett a Földünkre. Miután férjhez ment egy halandóhoz, egy székely fejedelemhez, egy rabonbánhoz, felvette annak nevét, ám idővel Rapsónévá rövidült a neve. Igen eszes furfangos tündérasszonyként ismerték, még az ördögök fejedelmét, Duromót is lóvá tette. Azt is beszélik róla, hogy lánykorában Duromó szeretője volt. Rapsóné várhegye Szovátától keletre, az Illyésmező után magaslik, mielőtt Bucsinba érne az utazó. A tündérkirálynő kedvenc virága a boglárka, melyet Rapsóné rózsájának hívnak. Mint minden mitológiai fejedelemnek, égből jött istenasszonynak, neki is van eszmei fenségterülete, mégpedig a szerelem, a siker és a gazdagság. Ez ügyekben érdemes a segítségét kérni.

## Firtos, a jó tündér
Firtos tündér Rapsóné húga, s jó tündérként egészséget ad a hozzáfordulóknak, amolyan tündérbába féleség. Állandó viszályban áll gonosz testvérével, Tartoddal, aki még a várának az alapkövét is ellopta. Ám, amikor éjfélt kukorékolt a kakas, eltört a vasrúd, amivel a nagy követ szállították, a kő pedig a Korond-patakba esett. Napjainkban Likas kő néven turistalátványosságnak számít. A gonosz testvér nagy irigységében még Firtos szerelmét is letaszította a hegyről, ám a legény lova fent akadt egy sziklán, és azon nyomban kővé vált. A kővé vált ló, vagyis Firtos lova, ott a várhegy oldalában az időjárást mutatja a helybélieknek. Ha esős idő jön, beszürkül, ha pedig szép napos idő várható, teljesen kifehéredik. Firtos várhegye Korondtól délnyugatra található, Énlaka felett magasodik. A várhegyet a Firtos-patak határolja északról.

## Tartod, a gonosz tündér
Rapsóné másik húga Tartod tündér, akit inkább lehetne boszorkánynak nevezni, hiszen még az ördögökkel is lepaktált, azokkal mulatva nappalt és éjszakát. Ami rosszaság történt arrafelé, annak többnyire Tartod volt az okozója. Várhegye aljában temérdek kincset gyűjtött össze, ám mindez földi halandó számára mindig is megközelíthetetlen volt. A legenda szerint csak egy pásztorlegénynek sikerült leereszkednie a földalatti birodalomba, ahol megküzdött a három-, az öt- és a hétfejű sárkánnyal, miután megszerezte a legendás aranykardot. Kiszabadította a sárkányok tündérfeleségeit, ám azok nemhogy hálásak lettek volna neki, hanem a mélyben hagyták. Szerencsére egy holló megsegítette, és amikor sikerült visszatérni a földi világba, megtalálta a legszebb tündért, akit végül feleségül vett.
Tartod tündér gonoszságai nem maradtak büntetlenül. Bárhogyan építgette ördöngős barátaival a várát, reggelre mindig összeomlott. Várhegye Székelyvarságtól délre, a Nagy-Küküllő mentén található.

## Ramocsa, a boldogság tündére
Ramocsa Rapsóné unokahúga, aki önfeledt boldogsága miatt népszerű, s amerre jár, virágok, ramocsavirágok nyílnak a lábai nyomában. Errefelé a henye boroszlánt hívják ramocsavirágnak.  A hétköznapi földi boldogságért fohászkodtak hozzá eleink, s virággal mutattak be áldozatot neki. Ramocsa tündér egy pásztorlegényhez ment feleségül, és ahol letelepedett kedvesével, néhány kilométerre Székelyderzstől, azt a területet idővel Ramocsa-dombnak nevezték el.

## Dála, az anyaság tündére
Dála Ramocsa tündér fiatalabbik nővére volt, aki szintén egy pásztorlegényhez ment feleségül. Ahol letelepedtek, egy kis patak mentén, ott idővel egy falvacska alakult ki, melyet róla neveztek el Székelydályának. Dála a családi boldogság, az anyaság tündére.

## Klára, a fájdalom tündére
Ramocsa legidősebb nővére, Klára is egy pásztorlegényhez ment feleségül. Ők a bágyi vár dombján éldegéltek, ám a pásztor kicsapongó, mihaszna életet élt, és a tündér nagy szomorúságában véget vetett az életének. Könnyeiből forrás fakadt, melyet Klára-kútjának neveztek el. Aki iszik a kút vizéből, arra átokként nehezedik Klára minden fájdalma, ezért többnyire csak gonosz célzattal merítenek a vízből.

## Tündér Ilona, a szerelem és a szépség tündére

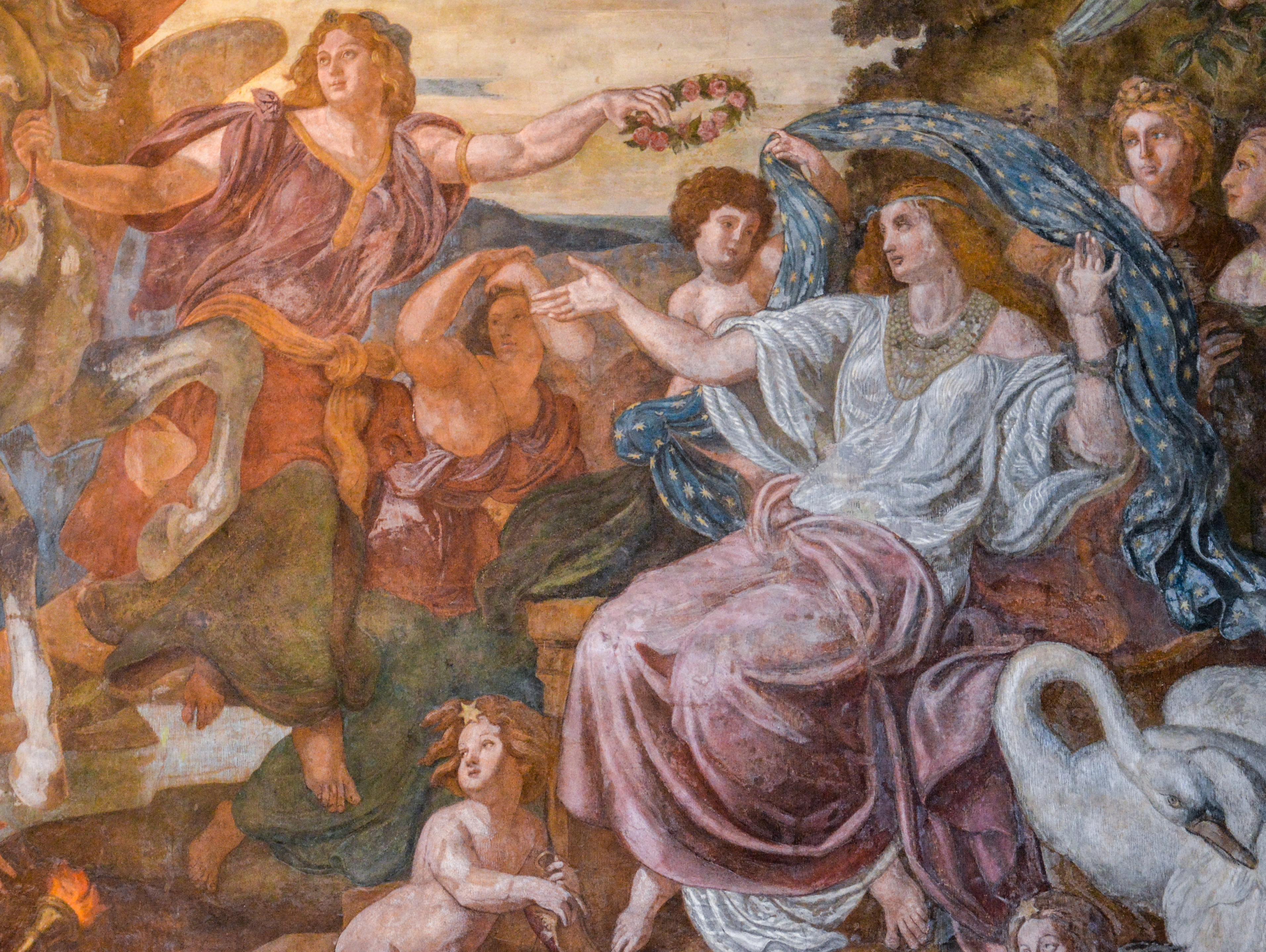
Tündér Ilona – részlet Lotz Károly Tündér Ilona és Argylus királyfi találkozása című freskójából (1865. Pesti Vigadó)

Talán a legismertebb Tündér Ilona legendája, mely szerint beleszerelmesedik Argylus királyfiba, de egy csúf boszorkány ármánykodása miatt el kell válniuk egymástól. Argylus királyfi elindul szerelmét felkutatni, miközben ördögökkel, óriásokkal, sárkányokkal kell megküzdenie. Kitartása, ereje és bátorsága révén nemcsak megtalálja kedvesét, hanem a szerelmüket beárnyékoló átkot is megsemmisíti. A mende-mondák szerint Argylus királyfi annak a dúsgazdag perzsa Darius  királynak volt a fia, aki egészen Felsősófalváig, egyesek szerint Homoródalmásig menekült az ellenségei elől, s kincseinek nagy részét egy itteni barlangban rejtette el. Történelmi tény, hogy Darius hol a szkíták, hol a görögök elől menekült a Kárpátok felé.
„Tündér Ilona ősmagyar legendája az egyetemes kultúra, a világ kulturális örökségének egyik legszebb története.” (Hummel Rozália)
Tündér Ilona vára Kovásznától keletre, a Pokolsár, vagyis Duromó birodalmának kapuja felett található. Ő vigyázza Tündérországot keletről. A történetek szerint, miután újra egymásra leltek Argylus királyfival, a királyfi apjának a várában telepedtek le, így a Kovászna melletti várban többnyire tündér pajtásai éldegéltek, és Tündér Ilona jobbára csak látogatóba jár hozzájuk. Tündér Ilona szintén Rapsóné rokonságához tartozik, ám csak szegről, végről.
Tündér Ilonát Világszép névvel is szokás illetni, gyönyörűsége okán. Szépségért, fiatalságért és boldog szerelemért folyamodtak hozzá a régi időkben. Legendája visszaköszön Petőfi Sándor János vitéz című elbeszélő költeményében is.

## A remete tündér
A bózesi határban van egy savanyú forrás, melyben egy tündér lakik. Szinte sohasem hagyja el a forrást, s naphosszat csak imádkozik. Aki felkeresi, és kellő tiszteletadás után kéri a tündér közben járását ilyen-olyan ügyben, a tündér teljesíti kívánságát. „Ki szeret és nem szerettetik, ha iszik e forrás vizéből mielőtt az első májusi nap benne fürdenék: feledni fog.  Ki szerettetik és nem szeret: holdas estve ide ne jöjjön, mert villik táncolnak itt s körbe veszik őt, s el se bocsátják, mig szerelmessé nem lesz. Midőn a forrás – esőtől – felzavarodik, ne idd, mert a remete könnyétől olyan, s csak bánatot iszol. Midőn az estharang megkondul, a forrás gyöngyözni kezd, susogásba jő: mondják a tündér imádkozik. E forrás vizét idegennel egy kehelyből nem isszák, mert ifju, vén szerelmes lesz egymásba.” (Kőváry László: Száz történelmi rege)

## Tarkő, Olt és Maros tündérek
Tarkő tündér vára Balánbánya felett található egy magas sziklás hegyen. A csodaszép tündérasszonynak minden oka megvolt a szomorúságra, mert szépséges leányai, Olt és Maros folyton folyvást civakodtak. Keserűsége még nagyobb lett, amikor tündéri nagyhatalmú urát a király száműzte a Fekete-tengerhez engedetlensége miatt. A két kis tündérleány látva anyjuk szomorúságát félretették civakodásaikat és együtt kérték a tündérasszony beleegyezését, hogy apjukat felkeressék, hírt hozzanak felőle. A tündéranya suhintott az arany varázspálcájával, mire a leányok patakká változtak. Olt sebes iramban vágtatott a tenger felé, Maros azonban lassan, óvatosan haladt a hegyek között. A Dunába érve egymást átkarolva haladtak tovább, s miután a tengerhez érve üdvözölték tündér apjukat, hableányokként merültek el a  kék vízben.

## Déva, Kalán és Arany tündérek

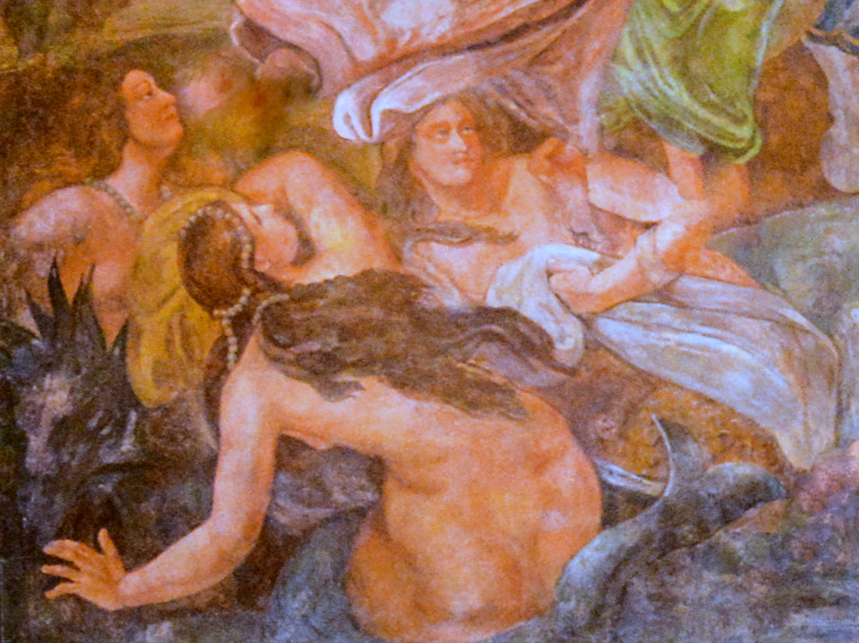
Három tündér Lotz Károly Tündér Ilona és Argylus királyfi találkozása című freskójából; 1865. Pesti Vigadó

A három tündér nagy boldogságban és egyetértésben élt Hunyad földjén. Ám egyszer csak megszállta őket valamiféle gonosz szellem, és versengeni kezdtek egymással, hogy melyik épít erősebb várat. Kalán vasból építette várát, Arany színaranyból, ám a szelíd Déva csak egy egyszerű kővárat épített. A Jóisten megbüntette a kevély tündéreket, mert alighogy elkészültek, egy hatalmas viharral elsöpörte a vas- és az aranyvárat, csak a szelíd Déva kővára állta ki a vihar tombolását. Jószívű tündér lévén befogadta a viharban megszelídült Kalánt és Aranyt.

## A királykői kevély tündér és a Bába köve
A Brassó melletti királykői várban lakott egy szépséges tündérleány, akire a szemközti Feketehalom várában lakó Fekete királyfi szemet vetett. Ám a tündér csúnyán kikosarazta, a királyfi pedig elemésztette magát szerelmi bánatában. A királyfi anyja bosszút esküdött a fia halála után, és hadseregével elindult a királykői vár felé. Megijedt a tündérlány a nagy harci zajra, és árkon-bokron keresztül futott büntetése elől. Ám a királyné folyamatosan szórta felé az átkot, mely utol is érte a tündérleányt, így az kőbálvánnyá változott a fogarasi Vajda és Récse határán. Ezt a kőbálványt hívják a helybéliek Bába kövének.

## Okna tündér és Dalkár, a fiatal óriás
Volt idő, amikor az óriások háborúba keveredtek a tündérekkel, és bizony az óriások látszottak győzedelmeskedni. Az óriás vezér fia, Dalkár, vadászat közben megpillantotta az erdőben táncoló szépséges Okna tündért, s azon nyomban beleszeretett. Okna is szerelemre gerjedt az ifjú óriás iránt, s mivel törvényeik tiltották őket egymástól, ezért titokban találkoztak. Egy alkalommal Okna éppen szerelmére várakozott, amikor hirtelen egy csapat óriás vette körbe, kiknek a vezére egy hatalmas kardot döfött a szívébe. Ebben a pillanatban érkezett a tisztásra Dalkár. Látta összeomlani kedvesét, és a fölé hajló ádáz gyilkost. Eszét vesztve rohant a támadóra, és midőn tövig nyomta tőrét annak testébe, felismerte saját apját, az óriások vezérét. Fájdalmas üvöltésére tüzet és lángnyelveket szórva megnyílt a föld, magába rántva Okna testét és az őrjöngő Dalkárt. Abban a pillanatban az óriások kővé váltak, és a megdermedt testeikből kiemelkedett a szép Detonata szirt, ott messze a nyugati havasokban.

## Az utolsó tündérek
A kápolnák és templomok harangjai elnyomták a tündérek énekét, így a legtöbb tündér más tájra vándorolt, vagy messzebb ment az emberek lakta településektől. Állítólag hívó szóra, imára szívesen megmutatkoznak, sőt, aki kéréssel fordul hozzájuk, azt megsegítik, teljesítik a kívánságát.

## Még több tündérrege
A kápolna harangja, Erdők leánya, A Cziblesi tündérkert, A tordai tündérvár, A kolozsvári leányvár

## Tündérország egyéb lakói és helyszínei
Tündérország nemcsak tündéreknek ad otthont. Laknak arrafelé boszorkányok, törpék, óriások, lidércek, ördögök, maga az ördögfejedelem, vagyis Duromó (Durmó, Drumó, Plutó), s ki tudja még mennyiféle lény. Erről tanúskodnak a helységnevek is: Tündérvölgy, Pokolsár, Banya-tető, Óriás-hegy, Ördög-tető, Boszorkány láb, Ijesztő-bükk, Ördöglik-tető, Ördög-árok, Nagy Murgó, Romlás-szikla, Sárkányok kertje…